# 리버티 코커스

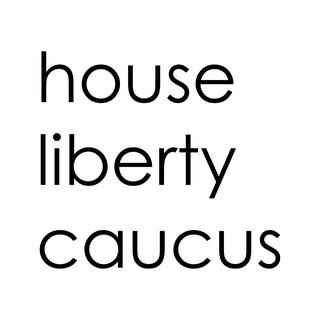

리버티 코커스(영어: Liberty Caucus)는 공화당의 자유보수주의 정치 분파이다.

## 같이 보기
- 미국 민주당의 분파
  - 콩그레셔널 프로그레시브 코커스 (Congressional Progressive Caucus) - 진보주의, 사회자유주의, 사회민주주의 분파
  - 청견민주 (Blue Dog Democrats) - 중도주의 분파
  - 데모크래틱 프리덤 코커스 (Democratic Freedom Caucus) - 진보주의적 자유지상주의 분파
  - 신민주연합 - 사회자유주의 분파
- 미국 공화당의 분파
  - 공화당 연구위원회 (Republican Study Committee) - 공화당 내 신보수주의 분파
  - 화요일 그룹 (Tuesday Group) - 중도 자유주의 분파
  - 공화당 메인 스트리트 파트너십 (Republican Main Street Partnership) - 중도 보수주의 분파
  - 프리덤 코커스 (Freedom Caucus) - 자유지상주의 분파
  - 티 파티 코커스 (Tea Party Caucus) - 티 파티 운동 분파
  - 리버티 코커스 (Liberty Caucus) - 자유지상주의 분파